# Vorța
Vorța (en hongrois : Vorca, en allemand : Wartsdorf) est une commune du Județ de Hunedoara en Transylvanie, (Roumanie).